# 陳繼怡
陳繼怡（英語：Phyllis Kai-Yi Chan，1991年7月18日—），加拿大女子羽毛球運動員，專長雙打項目。畢業於不列顛哥倫比亞大學。

## 簡歷
2013年6月，陳繼怡出戰加拿大羽毛球國際挑戰賽，與亚历山德拉·布鲁斯合作贏得女雙亞軍。

## 主要比賽成績
只列出曾進入準決賽的國際賽事成績：
| 年份   | 賽事                   | 公開賽級別 | 項目     | 拍檔              | 成績   |
| ------ | ---------------------- | ---------- | -------- | ----------------- | ------ |
| 2007年 | 泛美洲青年羽毛球錦標賽 | 其他       | 混合團體 | －                | 季軍   |
| 2007年 | 泛美洲青年羽毛球錦標賽 | 其他       | 女子單打 | －                | 季軍   |
| 2010年 | 秘魯羽毛球國際賽       | 國際挑戰賽 | 女子單打 | －                | 準決賽 |
| 2010年 | 秘魯羽毛球國際賽       | 國際挑戰賽 | 混合雙打 | 吳楷義            | 亞軍   |
| 2010年 | 泛美洲羽毛球錦標賽     | 其他       | 女子單打 | －                | 季軍   |
| 2010年 | 聖多明哥羽毛球公開賽   | 國際系列賽 | 混合雙打 | 吳楷義            | 準決賽 |
| 2011年 | 秘魯羽毛球國際賽       | 國際挑戰賽 | 混合雙打 | 吳楷義            | 準決賽 |
| 2012年 | 泛美洲羽毛球錦標賽     | 其他       | 混合團體 | －                | 冠軍   |
| 2012年 | 泛美洲羽毛球錦標賽     | 其他       | 女子雙打 | 亞歷山德拉·布魯斯 | 冠軍   |
| 2012年 | 泛美洲羽毛球錦標賽     | 其他       | 混合雙打 | 菲利普·查倫       | 亞軍   |
| 2013年 | 加拿大羽毛球國際挑戰賽 | 國際挑戰賽 | 女子雙打 | 亚历山德拉·布鲁斯 | 亞軍   |
| 2013年 | 加拿大羽毛球國際挑戰賽 | 國際挑戰賽 | 混合雙打 | 李福來            | 準決賽 |
| 2013年 | 泛美洲羽毛球錦標賽     | 其他       | 混合團體 | －                | 冠軍   |
| 2013年 | 泛美洲羽毛球錦標賽     | 其他       | 女子雙打 | 亚历山德拉·布鲁斯 | 亞軍   |
| 2014年 | 泛美洲羽毛球錦標賽     | 其他       | 混合團體 | －                | 冠軍   |
| 2014年 | 泛美洲羽毛球錦標賽     | 其他       | 女子雙打 | 亚历山德拉·布鲁斯 | 季軍   |
| 2014年 | 美國羽毛球國際賽       | 國際挑戰賽 | 女子雙打 | 亚历山德拉·布鲁斯 | 準決賽 |
| 2014年 | 巴西羽毛球國際賽       | 國際挑戰賽 | 女子雙打 | 亚历山德拉·布鲁斯 | 冠軍   |
| 2014年 | 美國羽毛球大獎賽       | 大獎賽     | 女子雙打 | 亚历山德拉·布鲁斯 | 準決賽 |
| 2015年 | 波蘭羽毛球公開賽       | 國際挑戰賽 | 女子雙打 | 亚历山德拉·布鲁斯 | 亞軍   |
| 2015年 | 泛美運動會羽毛球比賽   | 其他       | 女子雙打 | 亚历山德拉·布鲁斯 | 銅牌   |
| 2015年 | 危地馬拉羽毛球國際賽   | 國際挑戰賽 | 女子雙打 | 亚历山德拉·布鲁斯 | 準決賽 |
| 2015年 | 保加利亞羽毛球國際賽   | 國際挑戰賽 | 女子雙打 | 亚历山德拉·布鲁斯 | 準決賽 |
| 2016年 | 泛美洲羽毛球團體錦標賽 | 其他       | 女子團體 | －                | 亞軍   |
| 2016年 | 美國羽毛球黃金大獎賽   | 黃金大獎賽 | 混合雙打 | 李福來            | 準決賽 |

| 2007-2017年 | 首要超級賽 | 超級賽 | 黃金大獎賽 | 大獎賽 | 國際挑戰賽 | 國際系列賽 | 未來系列賽 | 其他 |

| 2018-2026年 | 總決賽 | 超級1000賽 | 超級750賽 | 超級500賽 | 超級300賽 | 超級100賽 | 國際挑戰賽 | 國際系列賽 | 未來系列賽 | 其他 |

### 奧運會和世錦賽參賽紀錄
|          | 搭檔              | 2014 | 2015 |
| -------- | ----------------- | ---- | ---- |
| 女子雙打 | 亚历山德拉·布鲁斯 | 48強 | 48強 |
| 混合雙打 | 菲利普·查伦       | －   | 32強 |